# Богдан Солук
Богда́н Солу́к — німецький і канадський кінорежисер (фільмар, фільмовий продуцент) українського походження.
Народився 2 липня 1922 в селі Стрільбичі тепер Старосамбірського р-ну Львівської обл., помер 11 грудня 1994 у Лос-Анджелесі (Торонто ?).  
Освіта: гімназія в Старому Самборі 1931—39, Львівська Політехніка 1939—1944 pp., фахова: Баварія-фільм, Арнольд-Ріхтер, Мюнхен 1947, курс Фільмово-Телевізійного Інституту в Нью-Йорку, 1953 р. 
Зняв у Німеччині кілька короткометражних документальних стрічок («Українські Ді-Пі в Німеччині», «Бандура» тощо). Засновник фільмового підприємства «Солук-фільм» (). Створив у Канаді фільм «Українці східньої Канади» (1949, авт. сцен., опер.), «Чари танку» (1955), зняв фільм про діяльність УПА «Львівські катакомби» (1954, автор сценарію — Лев Силенко).